# 華岡青洲

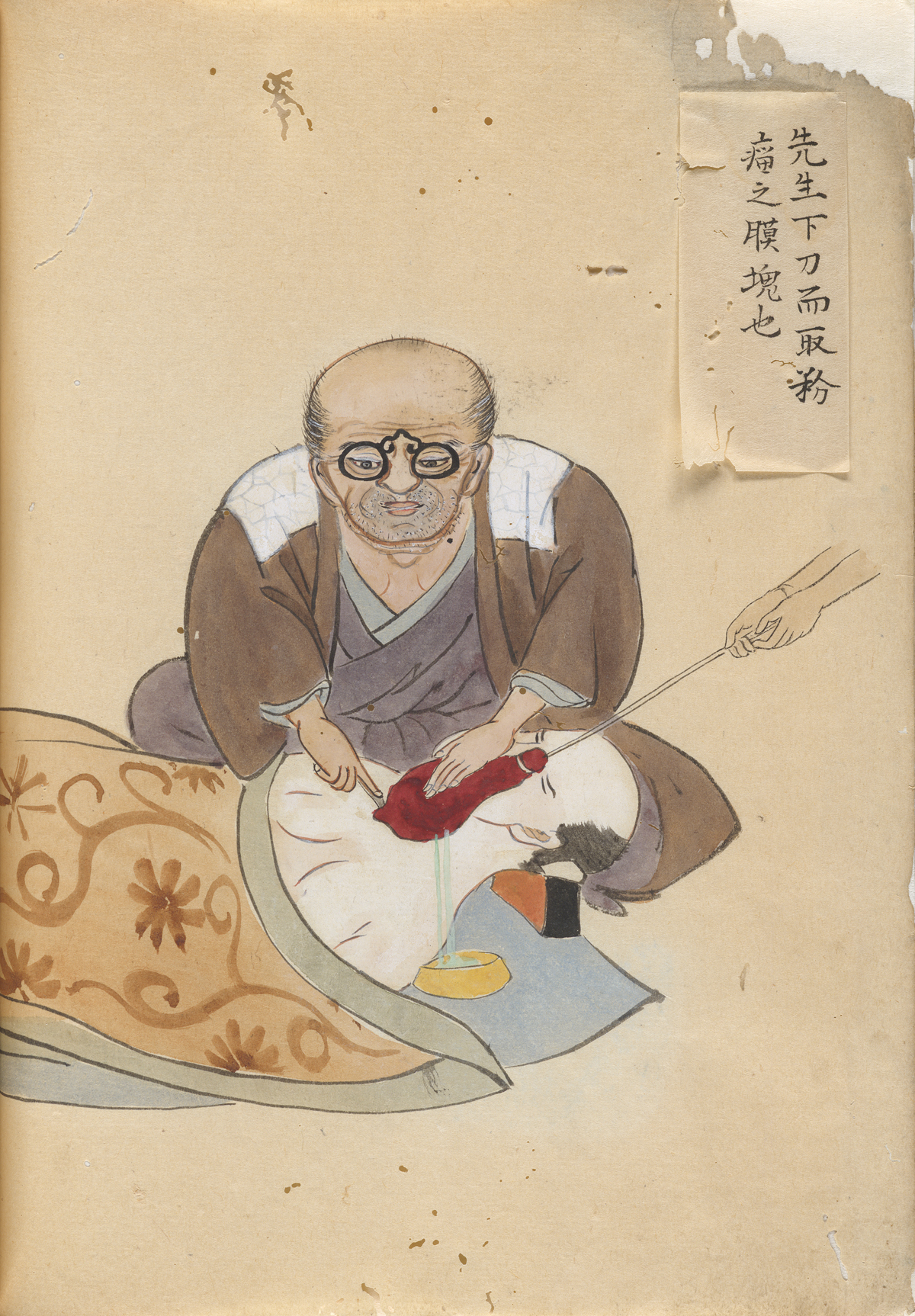
華岡青洲『竒疾外療図卷　完』

華岡 青洲（はなおか せいしゅう、宝暦10年10月23日（1760年11月30日） - 天保6年10月2日（1835年11月21日））は、江戸時代の外科医。諱は震。字は伯行。通称は雲平。号は青洲、随賢。
記録に残るものとして、世界で初めて全身麻酔を用いた乳癌手術を成功させた。欧米で初めて全身麻酔が行われたのは、青洲の手術の成功から約40年後となる。

## 生涯
宝暦10年10月23日（1760年11月30日）、華岡直道の長男として紀伊国那賀郡名手荘西野山村（現和歌山県紀の川市西野山）に生まれる。天明2年（1782年）より京都に出て、吉益南涯に古医方を3ヶ月学ぶ。続いて大和見水にカスパル流外科を1年学ぶ。さらに見水の師・伊良子道牛が確立した「伊良子流外科」を学んだ。その後も長く京都に留まり、医学書や医療器具を買い集めた。その中でも特に影響を受けたのが永富独嘯庵の『漫遊雑記』であった。そこには乳癌の治療法の記述があり「欧州では乳癌を手術で治療するが、日本ではまだ行われておらず、後続の医師に期待する」と書かれているのを知ったことが後の伏線となる。この時、乳癌を根治するほど大きく切るのは、患者が受ける耐えがたい痛みを解決しなければ不可能であり、麻酔法の完成こそ、癌の医療を進歩させる最重要の課題と考えた。
天明5年（1785年）2月、帰郷して父の直道の後を継いで開業した。父は同年6月2日（7月7日）に64歳で死去した。
手術での患者の苦しみを和らげ、人の命を救いたいと考え、麻酔薬の開発を始める。研究を重ねた結果、薬用植物ではあるが、強い有毒成分を含む毒草としても有名である曼陀羅華の実（チョウセンアサガオ=別名キチガイナスビ）、草烏頭（トリカブト）を主成分とした6種類の薬草に麻酔効果があることを発見。動物実験を重ねて、麻酔薬の完成までこぎつけたが、人体実験を目前にして行き詰まる。動物実験に関しては、近年の研究によると、マウス、ラット、ウサギ、イヌなどへの投与で、種差によって効果が大きく異なり、ヒトへの投与量等の検討に動物実験が役立ったかは疑問とされるが、ヒトへの投与試験は非常に重要だったと考えられている。
実母の於継と妻の妹背加恵が実験台になることを申し出て、数回にわたる人体実験の末、於継の死、加恵の失明という大きな犠牲の上に、全身麻酔薬「麻沸散」を完成させたとされる。この逸話は、有吉佐和子の小説「華岡青洲の妻」で一般の人々に広く知られるようになった。ただし、母と妻が投与試験に参加したことを裏付ける資料は見つかっていない。なお、麻沸散の別名として「通仙散」が広く知られているが、青洲本人は、その記録において通仙散という呼称を用いていない。
享和2年（1802年）9月、紀州藩主徳川治宝に謁見して士分に列し帯刀を許された。
文化元年10月13日（1804年11月14日）、大和国宇智郡五條村の藍屋勘という60歳の女性に対し、麻沸散による全身麻酔下で乳癌の摘出手術に成功した。文化10年（1813年）には紀州藩の「小普請医師格」に任用される。ただし青洲の願いによって、そのまま自宅で治療を続けてよいという「勝手勤」を許された。文政2年（1819年）、小普請御医師に昇進し、天保4年（1833年）には奥医師格となった。
天保6年10月2日（1835年11月21日）、家人や多くの弟子に見守られながら死去。享年76。法名は天聴院聖哲直幸居士。青洲の跡は次男の鷺洲（修平）が継いだ。
大正8年（1919年）、生前の功により正五位を追贈された。昭和27年（1952年）、外科を通じて世界人類に貢献した医師のひとりとして、アメリカ合衆国のシカゴにある国際外科学会付属の栄誉館に祀られた。

## 青洲の医術
前述の通り、青洲は文化元年10月13日（1804年11月14日）、全身麻酔手術に成功している。これは、1846年にアメリカで行われた、ウィリアム・T・G・モートンによるジエチルエーテルを用いた麻酔の手術よりも40年以上前のことであった。青洲の麻酔手術成功以前にも、三国時代の医師の華佗や、インカ帝国でコカを使った麻酔手術が行われたという伝承がある。康熙28年（元禄2年）11月20日（1689年12月31日）に、王世孫であった後の尚益王の口唇口蓋裂形成手術を成功させたという琉球国の高嶺徳明も、一説によれば全身麻酔を用いたという。しかしいずれも詳細は不明であり、実例として証明されている全身麻酔手術は青洲の物が最古となる。青洲は華佗の医術を意識しており、麻沸散とは本来、華佗が使ったとされる麻酔薬の名である。
医師医学者でありかつ麻酔史、青洲の研究家でもある松木明知弘前大学名誉教授に拠れば、青洲が春林軒で乳癌の手術を行った患者143人の内、術後生存期間が判明するものだけを集計すると、最短で8日、最長は41年で、平均すれば約3年7か月となる。当時の医療水準から、外見から明らかにわかるほど進行した乳癌が主体だと推定されることを考えれば、乳癌手術として大変な好成績であるとしている。同時期、ヨーロッパで乳癌の手術は試みられていたが、治療成績は芳しくなく、19世紀後半を代表するドイツの外科医ビルロートでさえ、手術後の再発率は80%を超え、3年生存率は4～7%程度だったとされている。
また、青洲はオランダ式の縫合術、アルコールによる消毒などを行い、乳癌だけでなく、膀胱結石、脱疽、痔、腫瘍摘出術などさまざまな手術を行っている。
前述の麻沸散の他、彼の考案した処方で現在も使われているものに十味敗毒湯、中黄膏、紫雲膏などがある。
青洲は常に「内外合一 活物窮理」を唱えた。日本伝統の漢方医学と近年外国から伝わったオランダ医学を区別せず、机上の空論ではなく実験や実証を重んじる、という意味である。
前述の全身麻酔手術の成功を機に、華岡青洲の名は全国に知れ渡り、手術を希望する患者や入門を希望する者が殺到した。青洲は全国から集まってきた彼ら門下生たちの育成にも力を注ぎ、医塾「春林軒」を設け、生涯に1000人を超える門下生を育てた。青洲の弟子からは、本間棗軒、鎌田玄台、熱田玄庵、館玄竜、難波立愿、三村玄澄、原右膳（原順吾）（吉益家門弟でもある）、松山棟庵、といった優れた医師が輩出されている。その中でも特に優れていたのが本間玄調であり、膝静脈瘤の摘出などの手術を行い、また医術についての著作を残した。しかし、玄調はその著作の中で青洲から教わった秘術を無断で公開したとして、破門されている。とはいえ、青洲は自分の医術の詳細を書物に書き残さなかったため、玄調の著作は今日、青洲の医術の実態を知る上で貴重な資料となっている。青洲には、自分の医術を限られた弟子にしか公開しないという、秘密主義的な面が存在した。門下生たちには、麻沸散の製造方法を家族や友人にすら教えてはならないと、血判まで提出させていた。
その本間玄調の記録によると、麻沸散の配合は、曼陀羅華八分、草烏頭二分、白芷二分、当帰二分、川芎二分であった。これらを細かく砕き、煎じて滓を除いたものを温かいうちに飲むと、2～4時間で効果が現れた。しかし、やや毒性は高かったらしく、扱いは難しかったという。また曼陀羅華のどの部分を利用したのか、それぞれの正確な調合分量は記録されておらず、麻沸散の現物も残されていない。
この秘密主義が、後世の医学に貢献しなかったという批判はあるが、麻沸散による全身麻酔そのものは日本全国に普及した。例えば、津軽では1864年以前に鼻の再接着手術が行われ、福井藩では橋本左内が1852年から1854年にかけて全身麻酔下の乳癌手術を行っている。
和歌山県出身の小説家である有吉佐和子によって、小説『華岡青洲の妻』が昭和41年（1966年）に新潮社から出版されベストセラーとなる。この小説により、医学関係者の中で知られるだけであった青洲の名前が一般に認知される事となった。また、日本麻酔科学会は、華岡青洲の麻沸散による全身麻酔開発の業績にちなみ、そのロゴマークに、原材料の一つとされる曼陀羅華をあしらっている。

## 華岡家
南朝方の和田正之（楠木氏の一族）が後醍醐天皇の崩御後に河内国石川郡中野村華岡（現大阪府富田林市）に住居を構え、華岡に改姓したことが華岡家の始まりとされる。数代後の華岡伝之丞は畠山高政に仕えていたが、畠山氏が凋落したために紀伊国麻生津荘赤沼田に移った。伝左衛門は慶長年間に名手荘に住居を構え、麻生津荘の家と併用していた。伝右衛門尚親が名手荘西野山村に移り住み、寛永年間に村内の丘陵を開拓して「平山」と名付けた。また、平山に家を移し農業に従事する傍ら、医学や薬品を研究し村民たちを治療していた。久兵衛宗英までは医師と農業を兼業していたが、雲仙尚政から医師を専業とした。
華岡青洲の直系子孫は札幌で小児科を開業していた八代目華岡青洲がおり、その娘に札幌市の麻酔科医・華岡由香里、東京都港区の歯科医院の副院長・華岡千佳子がいる
```
華岡伝之丞━伝左衛門━尚親━宗英━尚政━直道━┳'''青洲'''（雲平）┳子弁<ref group="注">娘。夭折。</ref>
　　　　　　　　　　　　　　　　　　　　　　　┣於勝　　　　┣葛城（雲平）
　　　　　　　　　　　　　　　　　　　　　　　┣小陸　　　　┣鷺洲（修平）━厚堂（雲平）
　　　　　　　　　　　　　　　　　　　　　　　┣冶兵衛<ref group="注">木綿商人</ref>　　┗南洋（準平）<ref group="注">合水堂二代目</ref>━青洋（完平、誠斎）
　　　　　　　　　　　　　　　　　　　　　　　┣良応<ref group="注">高野山正智院住職</ref>
　　　　　　　　　　　　　　　　　　　　　　　┗[[華岡鹿城|鹿城]]（良平）<ref group="注">兄に師事。文化8年（1811年）、堺に診療所、文化13年(1816年)、大坂中之島に[[合水堂]]を開設。</ref>┳康平（幸平）
　　　　　　　　　　　　　　　　　　　　　　　　　　　　　　　┗積軒（良平）<ref group="注">合水堂三代目</ref>＝修平
```

## 研究史上の問題
華岡青洲の事績に関しては、1923年に刊行された、東京帝国大学教授にして医学史の第一人者であった、呉秀三の「華岡青洲先生及其外科」が完璧に近く、未解決の問題はなにも残されていないと考えられていた。しかし、松木明知により、捏造や図の合成があったことが判明した。この捏造は出版後80年間、見破られることは無かった。松木はこれにより、青洲研究が大幅に遅れたと指摘している。

## 華岡青洲を題材にした作品
- 『華岡青洲の妻』 - 有吉佐和子作、新潮社、1966年。
- 『華岡青洲の巻（日本はみ出し人物列伝(1)）』 - 原作：平見修二、作画：真崎守。学習研究社『5年の科学』1972年5月号 - 6月号。単行本未収録[14]。
- 『麻酔科医ハナ』 - なかお白亜作、双葉社『漫画アクション』、2007年 - 。麻酔科医・華岡ハナコを主人公とした漫画で、2巻の冒頭に華岡青洲のことが書かれている。
- 『人体実験 ～妻を生贄にした医師～』 - 天ヶ江ルチカ作、、ぶんか社、2025年[15]。

## 関連項目

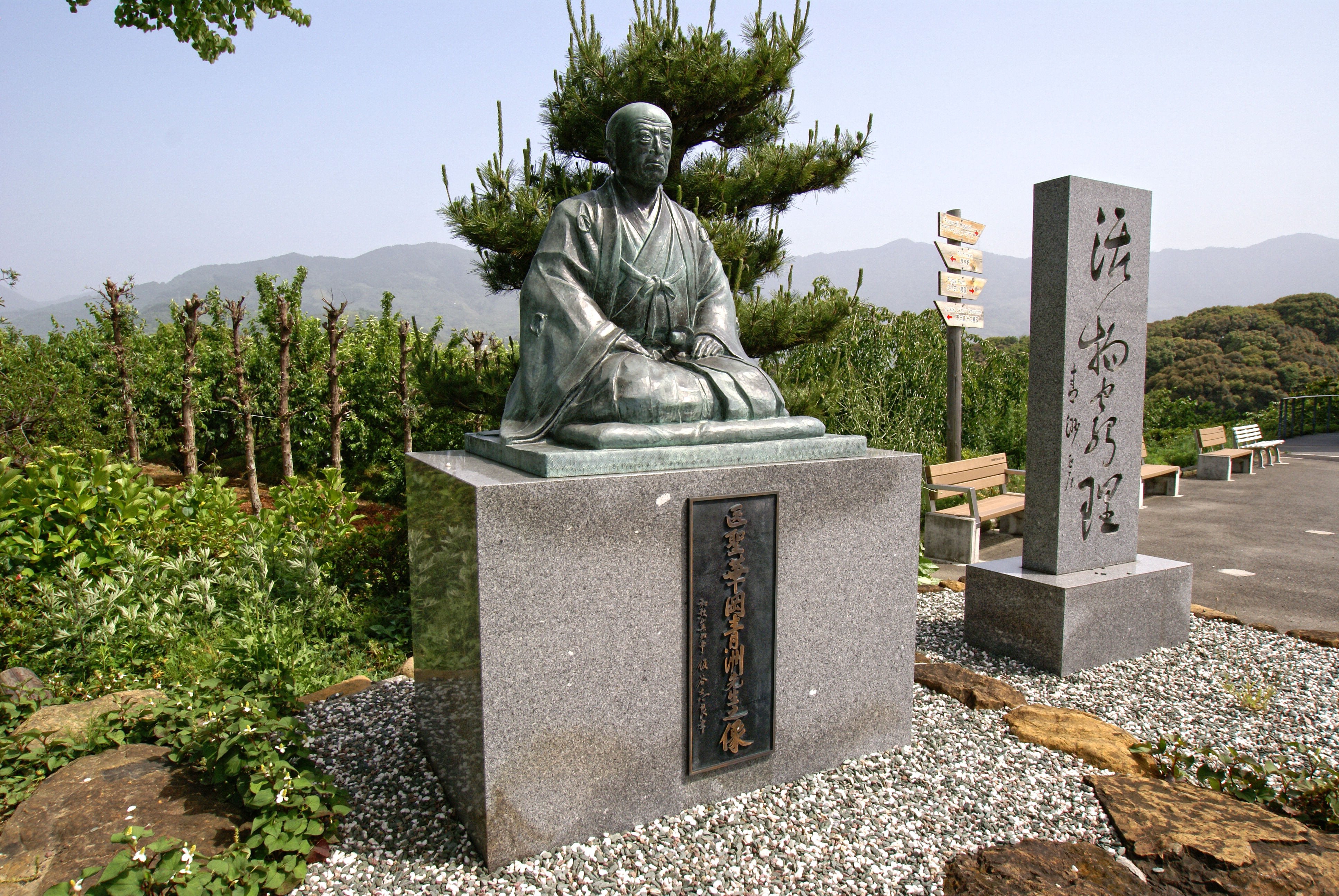
青洲の里にある華岡青洲像